# Thibaut Favrot
Thibaut Favrot, né le 22 décembre 1994 à Strasbourg, est un skieur alpin français. Il obtient le premier podium de sa carrière en Coupe du monde, en atteignant la finale du slalom géant parallèle d'Alta Badia le 17 décembre 2018, où il prend la deuxième place derrière Marcel Hirscher.

## Biographie

### Débuts
Il est originaire de Duppigheim dans le Bas-Rhin.
En mars 2011, il est vice-champion de France cadet de slalom.
Il fait ses débuts en Coupe d'Europe en janvier 2012 sur l'épreuve de descente de Val d'Isère.
Il marque ses premiers points en Coupe d'Europe en terminant 24e du slalom géant de Arber le 27 janvier 2013. Il dispute ses premiers championnats du monde junior, et prend notamment la 20e place du Slalom le 26 février 2013 à Mont Sainte-Anne. En mars, il prend la 3e place des Championnats de France junior U21 de Slalom.
À mi-2013 il accède à l’équipe de France B. Le 17 décembre 2013, il est vice-champion du monde universitaire de slalom géant à Pozza di Fassa. En février 2014, il prend la 8e place des Championnats du monde junior de super combiné à Jasna. En mars, il devient Champion de France junior U21 de slalom, et vice-champion de France junior U21 de slalom géant.
Il est blessé en janvier 2015 (fracture du poignet) et sa saison s'arrête nette.
Il dispute sa première épreuve de Coupe du monde le 25 octobre 2015 à Sölden (Autriche) en slalom géant,. Le 26 mars 2016, il devient Champion de France Elite de Super Combiné aux Menuires,, en devançant Cyprien Sarrazin et Mathieu Faivre.
Le 24 mars 2017 à Lélex, il termine à la 4e place du Championnat de France de slalom géant, à 9 centièmes de seconde du podium.

### Saison 2017-2018
Le 8 décembre 2017, il signe son premier podium en Coupe d'Europe, en terminant 3e du slalom géant de Trysil.
Le 17 décembre 2017, il marque ses premiers points en Coupe du monde en terminant 24e du slalom géant d'Alta Badia,.
Le 28 janvier 2018, il réalise son premier top 20 en Coupe du monde en prenant la 17e du Slalom Géant de Garmisch-Partenkirchen, et en terminant la seconde manche à une excellente 6e place à seulement 54 centièmes de seconde du vainqueur Marcel Hirscher.
Le 26 février 2018, il remporte sa première victoire en Coupe d'Europe, sur le slalom géant de Saint-Moritz. Il termine à une bonne 8e place au classement de la Coupe d'Europe de slalom pour la saison 2017-2018.
Le 25 mars 2018 à Châtel, il termine à nouveau à la 4e place du Championnat de France de slalom géant, à 1 centième de seconde du podium cette fois-ci.

### Saison 2018-2019
Le 16 décembre 2018, il réalise un nouveau top-20 en Coupe du monde en prenant la 18e du slalom géant d'Alta Badia. 
Le lendemain il crée la sensation et réalise son premier podium en Coupe du monde en prenant la 2e place du slalom géant Parallèle d'Alta Badia,,,, juste derrière Marcel Hirscher et devant Alexis Pinturault.
Le 16 mars, lors des finales de Coupe du monde, il réalise une encourageante 14e place dans le slalom géant de Soldeu.
Le 24 mars, après 2 années consécutives à la 4e place, il monte enfin sur le podium des Championnats de France de slalom géant, en prenant la 3e place derrière Alexis Pinturault et Victor Muffat-Jeandet, en devançant Léo Anguenot et Thomas Fanara.

### Saison 2019-2020
Il accède à l'équipe de France A.
En slalom parallèle, après une 10e place obtenue en décembre à Alta Badia, il prend une bonne 6e place en février à Chamonix,. Il prend ainsi la 7e place du classement final de la Coupe du monde de slalom parallèle.
Le 22 février il réalise son premier top-10 en Coupe du monde de slalom géant, en prenant une excellente 8e place dans l'épreuve de Naeba (Japon).
Sa saison prend fin début mars en raison de l’arrêt des compétitions de ski dû à la pandémie de maladie à coronavirus.

### Saison 2020-2021
Pour la course d'ouverture de la saison,  il réalise le 18 octobre un nouveau top-10 en Coupe du monde de slalom géant, en prenant une belle 9e place dans l'épreuve de Solden (Autriche). Le 27 novembre, il réalise le 5e temps des qualifications du slalom parallèle de Lech/Zuers mais il ne parvient pas à se qualifier pour les quarts de finale et finit à la 15e place. Le 7 décembre il réalise un nouveau top-15 en prenant la 14e place du slalom géant de Santa Caterina. Le 9 janvier, sur le slalom géant d'Adelboden, il réalise une superbe 1re manche en obtenant la 6e place, et décroche un nouveau top-10 en prenant la 9e place de l'épreuve.
En février, il est sélectionné pour disputer ses premiers championnats du monde à Cortina d'Ampezzo. Dans le slalom parallèle, il abandonne malheureusement en qualifications. Auteur d'une première manche encourageante lors du slalom géant (12e temps), il part à la faute sur le second tracé.
Le 27 février il obtient son 3e top-10 de la saison en décrochant la 7e place du premier des 2 géants de Bansko, améliorant ainsi son meilleur résultat dans la spécialité. Grâce à ce résultat il intègre pour la première fois le top-15 du classement de la WCSL, ce qui lui donne accès aux dossards compris entre 8 et 15. Le lendemain, il s'élance dans le second géant de Bansko avec le dossard 8. Il signe une très bonne première manche avec le 5e temps. Toujours à l'attaque en seconde manche, il termine l'épreuve avec une superbe 4e place, au pied du podium occupé par Mathieu Faivre, Marco Odermatt et Alexis Pinturault. Sur l'aire d'arrivée, il s'adresse avec beaucoup d'humour à la caméra : "On a connu pire !",. Le 20 mars, lors des finales de la Coupe du monde, il prend une belle 6e place dans le slalom géant remporté par Alexis Pinturault. L'ensemble de ses bons résultats le font entrer pour la première fois dans le top-10 des meilleurs géantistes mondiaux : il prend la 9e place du classement général de la Coupe du monde de slalom géant.
Le 28 mars à Saint-Jean-d'Aulps il devient Vice-champion de France de slalom géant derrière Victor Muffat-Jeandet.

### Saison 2021-2022
Thibaut Favrot réalise un début de saison plus difficile. Néanmoins une 13e place dans le géant d'Adelboden et une 16e dans celui de Val d'Isère lui permettent d'être sélectionné pour ses premiers Jeux olympiques. Le 13 février il prend la 5e place de la première manche du slalom géant des jeux de Pékin, à seulement 19 centièmes du leader. Il confirme dans la seconde manche, pour terminer à une excellente 5e place du géant remporté par Marco Odermatt. Il partage cette place avec Alexis Pinturault, à 35 centièmes de seconde du podium sur la troisième marche duquel monte Mathieu Faivre.
Le 26 mars à Isola 2000 il est sacré pour la première fois Champion de France de slalom géant, devant Alexis Pinturault et Mathieu Faivre (le champion du monde en titre),. Le lendemain à Auron, il s'empare du titre de Champion de France de slalom parallèle, devant Léo Ducros .
Il est élu champion de l’année 2022 par l'union des journalistes de sport alsaciens (UJSF).

### Saison 2022-2023
Auteur d'une dixième place à Sölden pour sa reprise de la compétition, la saison de Thibaut Favrot prend fin avant même la course suivante après une blessure à l'entraînement à Levi. Il est atteint d'une rupture du ligament croisé antérieur du genou gauche couplée à une lésion du ligament latéral externe.

### Saison 2023-2024
De retour de blessure, il fait une saison plus qu'encourageante en coupe du monde. Il termine 9 des 10 géants de la saison dans le top-20 dont 5 dans le top-15. Il finit 19e du classement général du slalom géant de la coupe du monde. Début avril il est vice-champion de France de slalom géant à Megève.

### Saison 2024-2025
Il réalise une saison de coupe du monde très régulière. Avec 6 tops-15 dont 2 tops-10, il termine la saison à la 16e place du classement de la coupe du monde de slalom géant. Il obtient son meilleur résultat en prenant la 8e place du géant de Schladming fin janvier, à moins de 2 dixièmes de seconde du podium.
En février, il dispute ses seconds championnats du monde à Saalbach. Le 14  février, il y obtient le meilleur résultat de l'équipe de France dans ces championnats, en prenant une excellente 6e place dans le géant, à moins de 3 dixièmes de seconde du podium,. Il prend aussi avec l'équipe de France (avec Clara Direz, Marie Lamure et Léo Anguenot) la 8e place de l'épreuve par équipes mixtes, éliminée de justesse en quart de finale par les Italiens qui vont remporter l'épreuve.

## Palmarès

### Jeux olympiques
| Épreuve / Édition | Slalom géant |
| JO 2022 Pékin     | 5e           |

### Championnats du monde
| Édition / Epreuve               | Slalom géant | Slalom parallèle          | Team event |
| Mondiaux 2021 Cortina d'Ampezzo | Abandon      | Abandon en Qualifications | -          |
| Mondiaux 2025 Saalbach          | 6e           | -                         | 8e         |

### Coupe du monde
- Meilleur classement général : 33e en 2020-2021 avec 248 points
- Meilleur classement de slalom géant : 9e en 2020-2021 avec 232 points
- Meilleur classement de slalom parallèle : 7e en 2019-2020 avec 66 points
- Meilleur résultat sur une épreuve de Coupe du monde de slalom géant : 4e à Bansko le 28 février 2021
- Meilleur résultat sur une épreuve de Coupe du monde de slalom géant parallèle : 2e à Alta Badia le 17 décembre 2018

- 68 courses disputées en Coupe du monde (à fin mars 2025)
- 13 tops-10 dont 1 podium

#### Classements
| Saison / Épreuve | Saison / Épreuve | Général | Général | Descente | Descente | Super G | Super G | Slalom géant | Slalom géant | Slalom | Slalom | Combiné | Combiné | Parallèle | Parallèle |
| ---------------- | ---------------- | ------- | ------- | -------- | -------- | ------- | ------- | ------------ | ------------ | ------ | ------ | ------- | ------- | --------- | --------- |
| Saison / Épreuve | Saison / Épreuve | Class.  | Points  | Class.   | Points   | Class.  | Points  | Class.       | Points       | Class. | Points | Class.  | Points  | Class.    | Points    |
| 2018             | 2018             | 110e    | 27      | -        | -        | -       | -       | 37e          | 27           | -      | -      | -       | -       | -         | -         |
| 2019             | 2019             | 61e     | 111     | -        | -        | -       | -       | 19e          | 111          | -      | -      | -       | -       | -         | -         |
| 2020             | 2020             | 59e     | 137     | -        | -        | -       | -       | 24e          | 71           | -      | -      | -       | -       | 7e        | 66        |
| 2021             | 2021             | 33e     | 248     | -        | -        | -       | -       | 9e           | 232          | -      | -      | -       | -       | 15e       | 16        |
| 2022             | 2022             | 87e     | 64      | -        | -        | -       | -       | 24e          | 51           | -      | -      | -       | -       | 18e       | 13        |
| 2023             | 2023             | 118e    | 26      | -        | -        | -       | -       | 38e          | 26           | -      | -      | -       | -       | -         | -         |
| 2024             | 2024             | 51e     | 160     | -        | -        | -       | -       | 19e          | 160          | -      | -      | -       | -       | -         | -         |
| 2025             | 2025             | 53e     | 162     | -        | -        | -       | -       | 16e          | 162          | -      | -      | -       | -       | -         | -         |

### Championnats du monde juniors
| Épreuve / Édition       | Descente | Super G | Slalom géant | Slalom  | Combiné |
| Mondiaux 2013 Le Massif | 33e      | -       | -            | 20e     | -       |
| Mondiaux 2014 Jasna     | 39e      | 27e     | 22e          | Abandon | 8e      |

### Coupe d'Europe
8 top dix dont 2 podiums :
- Victoire en slalom géant le 26 février 2018 à Saint-Moritz.
- 3e place en slalom géant le 8 décembre 2017 à Trysil.

#### Classements
| Saison / Épreuve | Saison / Épreuve | Général | Général | Descente | Descente | Super G | Super G | Slalom géant | Slalom géant | Slalom | Slalom | Combiné | Combiné |
| ---------------- | ---------------- | ------- | ------- | -------- | -------- | ------- | ------- | ------------ | ------------ | ------ | ------ | ------- | ------- |
| Saison / Épreuve | Saison / Épreuve | Class.  | Points  | Class.   | Points   | Class.  | Points  | Class.       | Points       | Class. | Points | Class.  | Points  |
| 2013             | 2013             | 200e    | 7       | -        | -        | -       | -       | 84e          | 7            | -      | -      | -       | -       |
| 2014             | 2014             | 184e    | 11      | -        | -        | -       | -       | 70e          | 8            | -      | -      | 41e     | 3       |
| 2016             | 2016             | 168e    | 14      | -        | -        |         |         | 60e          | 14           | -      | -      | -       | -       |
| 2017             | 2017             | 80e     | 124     | -        | -        | -       | -       | 20e          | 124          | -      | -      | -       | -       |
| 2018             | 2018             | 28e     | 270     | -        | -        | -       | -       | 8e           | 270          | -      | -      | -       | -       |
| 2019             | 2019             | 59e     | 169     | -        | -        | -       | -       | 18e          | 149          | 59e    | 20     | -       | -       |

### Championnats de France

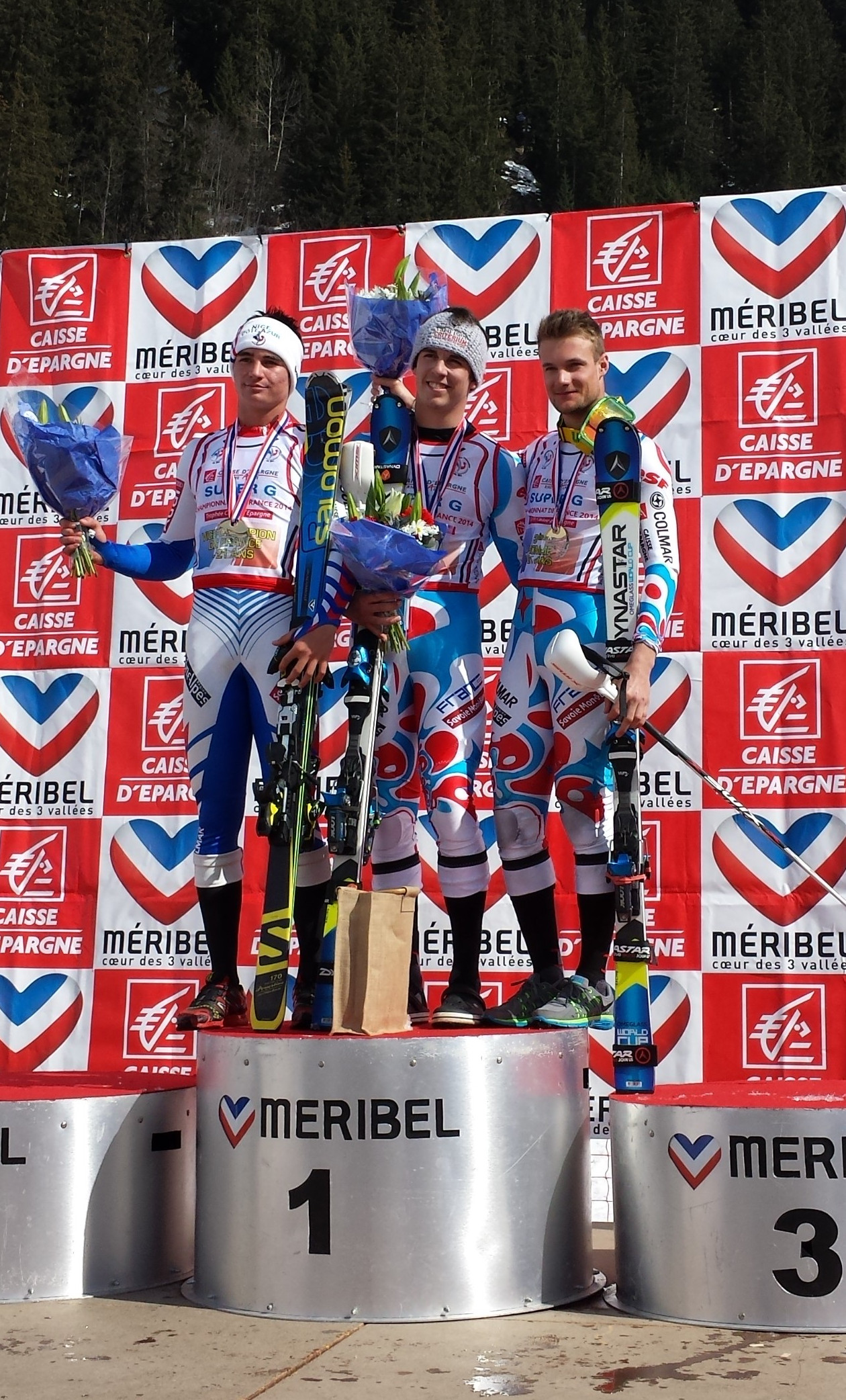
Podium des championnats de France de Super Géant Juniors U21 en 2014 à Méribel : Thibaut Favrot à droite, en compagnie de Mathieu Bailey et Hugo Geraci

#### Élite
En 2016, il est champion de France de super combiné élite, en devançant Cyprien Sarrazin et Mathieu Faivre
| Édition / Epreuve                                        | Descente | Super G | Slalom géant | Slalom  | Super combiné | Parallèle |
| -------------------------------------------------------- | -------- | ------- | ------------ | ------- | ------------- | --------- |
| Championnats 2011 Mont-Dore/Tignes                       | 33e      | 37e     | 17e          | Abandon | 36e           | -         |
| Championnats 2012 L'Alpe d'Huez                          | 52e      | 44e     | Abandon      | Abandon | -             | -         |
| Championnats 2013 Peyragudes                             | 48e      | 21e     | Abandon      | 13e     | -             | -         |
| Championnats 2014 Méribel/Les Arcs                       | Abandon  | 10e     | 8e           | 9e      | Abandon       | -         |
| Championnats 2015 Tignes/Serre-Chevalier                 | -        | -       | -            | -       | -             | -         |
| Championnats 2016 Les Menuires                           | -        | 8e      | 8e           | 12e     | Or            | -         |
| Championnats 2017 Tignes/Val Thorens/Lélex               | -        | 11e     | 4e           | 6e      | Abandon       | -         |
| Championnats 2018 Châtel                                 | -        | 23e     | 4e           | 6e      | 8e            | -         |
| Championnats 2019 Isola 2000                             | -        | -       | Bronze       | 7e      | -             | -         |
| Championnats 2020 Val Thorens                            | annulée  | annulé  | annulé       | annulé  | annulé        | -         |
| Championnats 2021 Châtel / Saint-Jean-d'Aulps / Les Gets | -        | -       | Argent       | Abandon | -             | -         |
| Championnats 2022 Auron / Isola 2000                     | -        | -       | Or           | -       | -             | Or        |
| Championnats 2024 Megève                                 | annulé   | -       | Argent       | -       | -             | -         |
| Championnats 2025 Méribel                                | -        | -       | Abandon      | -       | -             | -         |

#### Jeunes
1 titre de Champion de France

##### Juniors U21 (moins de 21 ans)
2014 :
- Champion de France de Slalom aux Arcs
- Vice-Champion de France de Slalom Géant à Méribel
- 3e des Championnats de France de Super Géant à Méribel

2013 :
- 3e des Championnats de France de Slalom à Serre-Chevalier

##### Cadets (moins de 17 ans)
2011 :
- Vice-Champion de France de Slalom à Piau-Engaly

### Championnats du monde universitaire
Le 17 décembre 2013, il est vice-champion du monde universitaire de Slalom Géant à Pozza di Fassa.